# Ranveer Singh

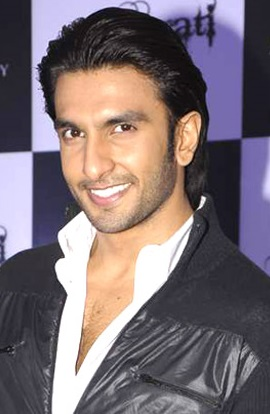
Ranveer Singh 2011

Ranveer Singh (Hindi रणवीर सिंह; * 6. Juli 1985 in Mumbai als Hindi रणवीर सिंह भवनानी Ranveer Singh Bhavnani) ist ein indischer Schauspieler. Er gehört der indischen Volksgruppe der Sindhis an.

## Leben
Seit seiner Kindheit wollte er  Schauspieler werden. Er zog in die USA und erwarb einen Bachelor-Titel an der Indiana University Bloomington. Neben dem Studium nahm er Schauspielunterricht. Nach Abschluss seines Studiums und der Rückkehr nach Mumbai im Jahr 2007 arbeitete er in der Werbung als Texter. Daraufhin war er zwischenzeitlich als Regie-Assistent tätig und begann, sein Schauspiel-Portfolio an Regisseure und Produzenten zu senden. Nach dreieinhalb Jahren wurde er im Januar 2010 gecastet und erhielt eine Hauptrolle in Baaja Baaraat. 2011 hatte Singh dann mit seinem zweiten Film mit dem Titel Ladies vs Ricky Bahl unter der Regie von Maneesh Sharma großen Erfolg. Sanjay Leela Bhansali führte in der Adaption von Shakespeares Romeo und Julia Regie. Singh erhielt mehrere Auszeichnungen für seine Darbietung neben Deepika Padukone in Ram-Leela, welches ein Hit wurde. 2014 wurden drei Filme mit ihm veröffentlicht und in einem davon trat er als Gast auf. Als Kohlenbandit war er mit Arjun Kapoor und Priyanka Chopra in Gunday zu sehen. In der Rolle von Dev in Kill Dil, wo er an der Seite von Parineeti Chopra spielt, konnte Singh die Kritiker nicht überzeugen und der Film floppte. In Zoya Akhtars Familiendrama Dil Dhadakne Do teilte er sich die Leinwand gemeinsam mit Anil Kapoor, Priyanka Chopra, Farhan Akhtar und Anushka Sharma. Im Film Bajirao Mastani verkörperte Singh den Krieger Bajirao I und gewann für seine Darstellung den Filmfare Award for Best Actor.
Seit dem 14. November 2018 ist er mit der indischen Schauspielerin und Filmpartnerin (Ram-Leela, Bajirao Mastani, Padmaavat) Deepika Padukone verheiratet.

## Filmografie
- 2010: Die Hochzeitsplaner – Band Baaja Baaraat (Band Baaja Baaraat)
- 2011: Ladies vs Ricky Bahl
- 2013: Bombay Talkies (Gastauftritt im Lied Apna Bombay Talkies)
- 2013: Lootera
- 2013: Ram-Leela (Goliyon Ki Raasleela Ram-Leela)
- 2014: Gunday
- 2014: Finding Fanny (Gastauftritt)
- 2014: Kill Dil
- 2015: Dil Dhadakne Do – Ozean der Träume (Dil Dhadakne Do)
- 2015: Bajirao & Mastani – Eine unsterbliche Liebe (Bajirao Mastani)
- 2016: Befikre
- 2018: Padmaavat (der alte Titel lautete Padmavati)
- 2018: Simmba
- 2019: Gully Boy
- 2020: 83‘

## Auszeichnungen

### 2011
- Apsara Film & Television Producers Guild Awards: Best Male Debut[1]
- Filmfare Award: Best Male Debut[2]
- International Indian Film Academy Award: Star Debut of the Year – Male und Hottest Pair (mit Anushka Sharma)[3]
- Star Screen Award: Most Promising Newcomer – Male[4]
- Stardust Awards: Superstar of Tomorrow – Male[5]
- Zee Cine Award: Best Male Debut[6]